# Milvus
Milvus este un gen de păsări de pradă de talie medie.

## Taxonomie
Genul a fost creat de naturalistul francez Bernard Germain de Lacépède în 1799, specia tip fiind gaia roșie. Numele este cuvântul latin pentru această pasăre. În trecut, genul Milvus a fost plasat în subfamilia Milvinae, dar studiile filogenetice moleculare au arătat că o astfel de grupare este polifiletică pentru Buteoninae. Acum este plasat în subfamilia Buteoninae.

## Specii
Genul conține trei specii:
- Milvus milvus – gaie roșie
- Milvus migrans – gaie neagră
- Milvus aegyptius – gaie cu cioc galben